# Чемпіонат Нідерландів з футболу 1890—1891
Чемпіонат Нідерландів з футболу 1890—1891 — 3-й сезон найвищих нідерландських футбольних дивізіонів. Чемпіоном вперше став ГВВ.

## Турнірна таблиця
| М  | Команда                | І | В | Н | П | МЗ | МП | РМ  | О  |
| -- | ---------------------- | - | - | - | - | -- | -- | --- | -- |
| 1. | ГВВ                    | 8 | 6 | 1 | 1 | 17 | 3  | +14 | 13 |
| 2. | Конінклейке ГФК        | 8 | 4 | 2 | 2 | 18 | 11 | +7  | 10 |
| 3. | РАП                    | 8 | 2 | 5 | 1 | 10 | 7  | +3  | 9  |
| 4. | Олімпія (Роттердам)*   | 8 | 2 | 2 | 4 | 7  | 22 | −15 | 6  |
| 5. | Конкордія (Роттердам)* | 8 | 0 | 2 | 6 | 1  | 10 | −9  | 2  |

Примітки: 

1. Після закінчення сезону команди Конкордія (Роттердам) та Олімпія (Роттердам) об'єдналися та продовжили виступати як новоутворена команда РК-енд-ВВ Роттердам.